# Механізм регулювання економіки
«Механізм регулювання економіки» (МНЖ "МРЕ") - міжнародний науковий журнал ,заснований в 1999 році Сумським державним університетом (СумДУ), Центром економічних досліджень (ЦЕД), Сумським регіональним відділенням Академії підприємництва i менеджменту України (СРВ АПМУ), видавничо-торговим домом «Університетська книга».
Сьогодні журнал є одним з провідних спеціалізованих видань не тільки Сумського регіону, але i України в цілому в області економіки, що висвітлює актуальні питання за такими основними напрямами:
- загальноекономічні проблеми функціонування господарських систем;
- проблеми діяльності підприємства в перехідній i ринковій економіці;
- екологічні проблеми розвитку i економіка природокористування;
- проблеми i перспективи досягнення стійкого розвитку;
- постіндустріальне суспільство i проблеми формування інформаційного суспільства.

В журналі публікуються провідні економісти, екологи i наукові фахівці з Австрії, Австралії, Вірменії, Білорусі, Бельгії, Великобританії, Гани, Італії, Канади, Нідерландів, Німеччини, ПАР, США, України, Швейцарії.
Видання включено до Переліку наукових фахових видань України, в яких можуть публікуватися результати дисертаційних робіт на здобуття наукових ступенів доктора і кандидата наук – наказ Міністерства освіти і науки України від 7 травня 2019 р. № 612 (Додаток 6), категорія «Б», друковані періодичні видання (економічні науки).
Тематична спрямованість видання за спеціальностями:
- 051 Економіка
- 071 Облік і оподаткування
- 072 Фінанси, банківська справа та страхування
- 073 Менеджмент
- 075 Маркетинг
- 076 Підприємництво, торгівля та біржова діяльність
- 281 Публічне управління та адміністрування
- 292 Міжнародні економічні відносини

Журнал реферується та індексується у міжнародних наукометричних базах:
- Index Copernicus (IC, Польща);
- Ulrich’s Periodicals Directory / Ulrichsweb (США);
- The Central European Journal of Social Sciences and Humanities (CEJSH, Польща);
- Google Scholar;
- EconBiz (Virtual Library for Economics and Business Studies, Німеччина);
- RePEc (Research Papers in Economics, IDEAS, США);
- Національна бібліотека України імені В. І. Вернадського (ІРБІС, Україна);
- Українські наукові журнали (Українські наукові журнали, Україна).

Всі матеріали, що надсилаються для публікації проходять дворівневу систему рецензування: зовнішнє та внутрішнє (таємне) рецензування. Випуск журналу забезпечується працівниками кафедри економіки, підприємництва та бізнес-адміністрування Сумського державного університету.
Журнал видається 4 рази на рік (щокварталу). Статті публікуються двома мовами: українською, англійською. 